# Aymon Taparelli
Aymon Taparelli  (né en 1398 et mort le 15 août 1495 à Savillan) est un dominicain italien reconnu bienheureux par l'Église catholique. Sa fête a lieu le 15 août.

## Biographie

Blason de la famille Taparelli

Il naît en 1398 dans la noble famille des Taparelli, branche des vicomtes d'Auriate, au château des comtes de Lagnasco. Il entre dans l'ordre des prêcheurs à l'âge de 50 ans, après la mort de sa femme et de ses enfants. Ses prédications le font connaître du duc Amédée IX qui le choisit comme confesseur. Il est ensuite nommé professeur à l'université de Turin. En 1466, Barthélemy Cerveri est assassiné par des Vaudois, Aymon lui succède comme inquisiteur.  
Il est plusieurs fois prieur du couvent de Savillan et vicaire provincial qui s'attache à ramener ou confirmer la discipline au sein de son ordre. Il aime aussi la solitude et se retire quand il peut dans un petit ermitage. Il compose plusieurs écrits religieux et promeut le culte de la Vierge Marie pour laquelle il a une profonde dévotion.

## Culte
Ses reliques sont conservées dans l'église Saint-Dominique de Turin. Son culte est confirmé le 29 mai 1856 par le bienheureux Pie IX et sa fête a été fixée au 15 août.